# Villa dello Spedaluzzo
Villa dello Spedaluzzo, indicata talvolta anche come villa Lo Spedaletto, si trova a Firenze, in via Bolognese angolo vicolo di San Marco Vecchio.

## Storia
Anticamente qui sorgeva uno spedale ad uso dei viandanti e pellegrini che percorrevano la via diretti o ritorno da Firenze, dal quale deriva il nome della proprietà. L'istituzione venne soppressa nel Trecento e l'edificio venne ceduto a privati. Acquistato dai Giugni passò poi nel XIV secolo ai Migliori (o del Migliore), che trasformarono l'edificio preesistente. Nella villa si trovano anche tracce delle famiglie Nerli e Canigiani, imparentate a loro volta con Medici e Strozzi, che abitarono sia villa Spedaluzzo che l'attuale villa Finaly.
Villa Spedaluzzo fu proprietà di Robert Laedbrok insieme alla vicina villa Corsi, ora Finaly, dal 1845 al 1854, quando fu poi venduta a lord Phipps marchese di Normanby ambasciatore inglese nel granducato di Toscana dal 1854 al 1858, quindi entrambe le ville divennero proprietà di James de Rothschild. Nel 1864 Firenze divenne Capitale d’Italia e nel 1866 le due ville divennero proprietà di Horace de Landau, rappresentante dei Rothschild che aveva contrattato con il Regno Sabaudo grossi prestiti per compiere le imprese che avrebbero portato nel 1861 al Regno d’Italia. Landau incaricò l’architetto Giuseppe Poggi, che aveva progettato il famoso piazzale Michelangelo, di deviare la via Bolognese che passava proprio accanto alla villa, trasformando l’antica via pubblica in viale interno di collegamento alla ex villa Corsi. Le proprietà Landau passarono in eredità nel 1903 a Jenny Finaly, che vi abitò fino al 1936. Gli eredi Finaly nel 1953 donarono villa Finaly all'Università di Parigi e nel 1969 vendettero villa Spedaluzzo ad una società di diritto panamense, la quale purtroppo nei successivi trent'anni la fece andare in completa rovina, così come purtroppo il parco.
La villa tra il 2000 e il 2004 è stata ristrutturata e suddivisa in cinque unità immobiliari, vendute poi a privati tra il 2004 e il 2016.  I nuovi proprietari nel 2019 hanno restaurato  la vecchia strada di accesso e il cancello, hanno ripristinato il parco all'inglese e recuperato le porzioni della villa abbandonate e degradate.

## Descrizione
L'edificio è organizzato attorno al cortile centrale, aperto su un lato verso il panorama su Firenze. Al primo piano si trova loggiato, retto da colonne di pietra e travi lignee, mentre le ampie sale interne sono coperte da volte e soffitti a cassettoni.  
A ridosso del vicolo di San Marco Vecchio esiste un belvedere con loggia, affacciato, oltre l'alto muro di cinta, su via Bolognese.